# Halimocyathus
Halimocyathus is een monotypisch geslacht van neteldieren uit de familie van de Haliclystidae. 

## Soort
- Halimocyathus platypus James-Clark, 1863